# مقاطعة ويتلاند (مونتانا)
مقاطعة ويتلاند (بالإنجليزية: Wheatland County)‏ هي إحدى مقاطعات ولاية مونتانا في الولايات المتحدة الأمريكية.